# 诗巫卫理中学
诗巫卫理中学是詩巫卫斯理教会于1960年8月在馬來西亞砂拉越詩巫建立的教会中学。第一任校长为麦哥罗宣教士（Eugene McGraw）。 宣教士毕理（John Pilley）1952年任校长，并创设卫理夜校。